# Australian Open 2025 - Doppio maschile in carrozzina
Alfie Hewett e Gordon Reid erano i detentori del titolo e si sono riconfermati campioni battendo in finale la coppia Daniel Caverzaschi e Stéphane Houdet con il punteggio di 6–2, 6–4.

## Teste di serie
1. Alfie Hewett /  Gordon Reid (campioni)

1. Tom Egberink /  Tokito Oda (semifinale)

## Tabellone

### Legenda
| - Q = Qualificato - WC = Wild card - LL = Lucky loser | - ALT = Alternate - SE = Special Exempt - PR = Protected Ranking | - w/o = Walkover - r = Ritirato - d = Squalificato |

|  | Quarti di finale | Quarti di finale                     | Quarti di finale                     | Quarti di finale | Quarti di finale |  |  | Semifinale | Semifinale                           | Semifinale                           | Semifinale                         | Semifinale                         |   |   | Finale | Finale                   | Finale                   | Finale | Finale |  |
|  |                  |                                      |                                      |                  |                  |  |  |            |                                      |                                      |                                    |                                    |   |   |        |                          |                          |        |        |  |
|  | 1                | Alfie Hewett Gordon Reid             | Alfie Hewett Gordon Reid             | 6                | 6                |  |  |            |                                      |                                      |                                    |                                    |   |   |        |                          |                          |        |        |  |
|  |                  | Daisuke Arai Takuya Miki             | Daisuke Arai Takuya Miki             | 2                | 0                |  |  | 1          | Alfie Hewett Gordon Reid             | Alfie Hewett Gordon Reid             | 6                                  | 6                                  |   |   |        |                          |                          |        |        |  |
|  |                  | Casey Ratzlaff Takashi Sanada        | Casey Ratzlaff Takashi Sanada        | 4                | 4                |  |  |            | Martín de la Puente Ruben Spaargaren | Martín de la Puente Ruben Spaargaren | 4                                  | 4                                  |   |   |        |                          |                          |        |        |  |
|  |                  | Martín de la Puente Ruben Spaargaren | Martín de la Puente Ruben Spaargaren | 6                | 6                |  |  |            |                                      |                                      |                                    |                                    |   |   | 1      | Alfie Hewett Gordon Reid | Alfie Hewett Gordon Reid | 6      | 6      |  |
|  |                  | Gustavo Fernández Joachim Gérard     | Gustavo Fernández Joachim Gérard     | 4                | 5                |  |  |            |                                      |                                      | Daniel Caverzaschi Stéphane Houdet | Daniel Caverzaschi Stéphane Houdet | 2 | 4 |        |                          |                          |        |        |  |
|  |                  | Daniel Caverzaschi Stéphane Houdet   | Daniel Caverzaschi Stéphane Houdet   | 6                | 7                |  |  |            | Daniel Caverzaschi Stéphane Houdet   | 6                                    | 5                                  | [12]                               |   |   |        |                          |                          |        |        |  |
|  |                  | Ji Zhenxu Anderson Parker            | Ji Zhenxu Anderson Parker            | 1                | 3                |  |  | 2          | Tom Egberink Tokito Oda              | 2                                    | 7                                  | [10]                               |   |   |        |                          |                          |        |        |  |
|  | 2                | Tom Egberink Tokito Oda              | Tom Egberink Tokito Oda              | 6                | 6                |  |  |            |                                      |                                      |                                    |                                    |   |   |        |                          |                          |        |        |  |